# جمية جزيرية
الجُمِية الجزيرية (باللاتينية: Phacelia insularis) نوع نباتي ينتمي إلى جنس الجمية من الفصيلة الحمحمية.
موطنها الساحل الغربي للولايات المتحدة حيث تنتشر في ولاية كاليفورنيا.